# Knut Lang
Knut H. Lang (ur. 1896, Dania, zm. 1964) – duński handlarz futrami i polityk samorządowy w Kanadzie.
Na północ Kanady, gdzie początkowo pracował przy wyrębie drewna opałowego dla parowców, przybył z Danii, a ostatni fragment podróży odbył prawdopodobnie statkiem tego typu, którym był „The Distributor”. W 1928 (lub być może dopiero w początku lat 30. XX w.) osiadł w okolicach położonego w delcie Mackenzie Aklaviku w kanadyjskich Terytoriach Północno-Zachodnich, by polować na zwierzęta futerkowe. Na przełomie 1931 i 1932 brał udział w działaniach przeciwko Albertowi Johnsonowi (określanemu mianem Mad Trapper), przestępcy, który szukał schronienia w okolicach Aklaviku. W 1936 na południe od tej miejscowości, na zachód od ujścia Philips Channel (Neyuk Channel) do Peel Channel założył faktorię handlową (Knut Langʼs Place; będącą przystankiem dla osób udających się w Góry Richardsona oraz miejscem cumowania dla parowców, dostępną zarówno od strony Aklaviku i wybrzeża, jak i z kierunku Fortu McPherson), gdzie skupywał dostarczane futra. W 1940 założył filię swojej faktorii (placówka ta w 1961 stała się główną siedzibą przedsiębiorstwa) w samym Aklaviku. W tych czasach (początek lat 40.–koniec 50. XX w.) posiadał udziały w kopalni węgla położonej na północ od miasta. W latach 1957–1964 był pochodzącym z powszechnych wyborów członkiem Northwest Territories Legislative Council. W 1960 miał zaproponować nazwę dla nowej osady po wschodniej stronie delty – Inuvik, orędował za podziałem Terytoriów Północno-Zachodnich na dwie części: inuicki wschód i na część zachodnią, zamieszkałą przez Inuvialuitów, mieszaną ludność rdzenną oraz Atabasków.
W zbiorach archiwalnych Terytoriów Północno-Zachodnich w Yellowknife zachowało się 28 czarno-białych fotografii wykonanych od końca lat 20. XX w. po rok 1964, na których jest przedstawiona osoba Knuta Langa. Na jego cześć nadana została na wniosek mieszkańców Aklaviku i Inuviku nazwa górze Ivyah (Mount Lang). Miano Knut Lang nosił w latach 1969–1995 zbudowany w stoczni w North Vancouver holownik „Nunakput” obsługujący żeglugę w kanadyjskiej zachodniej Arktyce.